# Distancia comóvil
En cosmología, la distancia comóvil es una caracterización de la distancia que separa dos objetos astronómicos independientemente de la expansión del universo, es decir, utilizando una unidad de longitud que sigue la expansión del universo.
La distancia comóvil y la distancia propia son dos medidas de distancia estrechamente relacionadas que se utilizan para definir la distancia entre objetos. La distancia propia corresponde aproximadamente a donde estaría un objeto distante en un momento específico del tiempo cosmológico, el cual cambia con el tiempo debido a la expansión del universo . La distancia comóvil da una distancia que no cambia en el tiempo debido a la expansión del espacio (aunque podría cambiar debido a otros factores locales, como el movimiento de una galaxia en un cúmulo). La distancia comóvil y la distancia propia se definen como iguales en el momento actual; por tanto, la razón entre la distancia comóvil y la misma ahora es 1. La expansión del universo provoca que la distancia propia cambie, mientras que la distancia comóvil no lo hace porque está dividida por un factor de escala .

## Coordenadas comóviles

La evolución del universo y sus horizontes en distancias commovibles. El eje x es la distancia, en miles de millones de años luz; el eje y de la izquierda es el tiempo, en miles de millones de años desde el Big Bang; el eje y de la derecha es el factor de escala. Este modelo del universo incluye energía oscura que causa una expansión acelerada después de un cierto punto en el tiempo y da como resultado un horizonte de eventos más allá del cual nunca podemos ver.

Aunque la relatividad general permite formular las leyes de la física usando coordenadas arbitrarias, algunas elecciones de coordenadas son más naturales o más fáciles de trabajar. Las coordenadas comóviles son un ejemplo de una elección de coordenadas mas natural. Asignan valores de coordenadas espaciales constantes a los observadores que perciben el universo como isótropo . Dichos observadores se denominan observadores "que se mueven" porque se mueven junto con el flujo del Hubble .
Un observador comóvil es el único observador que percibirá que el universo, incluida la radiación cósmica de fondo de microondas, es isótropo. Los observadores que no se mueven verán regiones del cielo sistemáticamente desplazadas hacia el azul o hacia el rojo . Así, la isotropía, particularmente la isotropía de la radiación cósmica de fondo de microondas, define un marco de referencia local especial llamado marco comóvil . La velocidad de un observador en relación con el marco comóvil local se denomina velocidad peculiar del observador.
La mayoría de los grandes cúmulos de materia, como las galaxias, casi se mueven de forma conjunta, por lo que sus velocidades peculiares (debido a la atracción gravitatoria) son bajas.

Las coordenadas de movimiento separan la expansión exactamente proporcional en un universo de Friedmann en coordenadas de movimiento espacial del factor de escala a(t). Este ejemplo es para el modelo ΛCDM.

La coordenada de tiempo comóvil es el tiempo transcurrido desde el Big Bang según el reloj de un observador comóvil y es una medida del tiempo cosmológico . Las coordenadas espaciales comóviles indican dónde ocurre un evento, mientras que el tiempo cosmológico indica cuándo ocurre un evento. Juntos, forman un sistema de coordenadas completo, que proporciona tanto la ubicación como el instante de un evento.
El espacio en coordenadas comóviles generalmente se denomina "estático", ya que la mayoría de los cuerpos en la escala de las galaxias o más grandes son aproximadamente comóviles, y los cuerpos comóviles tienen coordenadas commóviles estáticas e inmutables. Entonces, para un par dado de galaxias en movimiento, mientras que la distancia adecuada entre ellas habría sido más pequeña en el pasado y será más grande en el futuro debido a la expansión del espacio, la distancia en movimiento entre ellas permanece constante en todo momento.
El Universo en expansión tiene un factor de escala creciente que explica cómo las distancias de movimiento constante se relacionan con las distancias adecuadas que aumentan con el tiempo.

## Distancia de comovimiento y distancia propia
La distancia comóvil es la distancia entre dos puntos medida a lo largo de un camino definido en el tiempo cosmológico actual . Para los objetos que se mueven con el flujo del Hubble, se considera que permanece constante en el tiempo. La distancia de comovimiento de un observador a un objeto distante (por ejemplo, una galaxia) se puede calcular mediante la siguiente fórmula (derivada utilizando la métrica de Friedmann-Lemaître-Robertson-Walker ):
{\displaystyle \chi =\int _{t_{e}}^{t}c\;{\frac {\mathrm {d} t'}{a(t')}}}
donde a(t′) es el factor de escala, te es el tiempo de emisión de los fotones detectados por el observador, t es el tiempo presente y c es la velocidad de la luz en el vacío.
A pesar de ser una integral en el tiempo, esta expresión da la distancia correcta que se mediría con una cinta métrica hipotética en un tiempo fijo t, es decir, la "distancia adecuada" (como se define a continuación) después de tener en cuenta la velocidad de la luz como móvil dependiente del tiempo a través del término del factor de escala inversa {\displaystyle 1/a(t')} en el integrando. Por "velocidad de movimiento de la luz", nos referimos a la velocidad de la luz a través de coordenadas de movimiento [{\displaystyle c/a(t')}] que depende del tiempo aunque localmente, en cualquier punto a lo largo de la geodésica nula de las partículas de luz, un observador en un marco inercial siempre mide la velocidad de la luz como {\displaystyle c} de acuerdo con la relatividad especial. Para obtener una derivación, consulte el "Apéndice A: Definiciones relativistas generales estándar de expansión y horizontes" de Davis & Lineweaver 2004.  En particular, consulte las ecuaciones . 16-22 en el documento de referencia de 2004 [nota: en ese documento el factor de escala {\displaystyle R(t')} se define como una cantidad con la dimensión de distancia mientras que la coordenada radial {\displaystyle \chi } \ chi es adimensional.

### Definiciones
Muchos libros de texto utilizan el símbolo {\displaystyle \chi }   para la distancia de comovimiento. Sin embargo,  {\displaystyle \chi }  debe distinguirse de la distancia de coordenadas {\displaystyle r} r en el sistema de coordenadas comoviles comúnmente usado para un universo FLRW donde la métrica toma la forma (en coordenadas polares de circunferencia reducida, que solo funciona a la mitad de un universo esférico):
{\displaystyle ds^{2}=-c^{2}\,d\tau ^{2}=-c^{2}\,dt^{2}+a(t)^{2}\left({\frac {dr^{2}}{1-\kappa r^{2}}}+r^{2}\left(d\theta ^{2}+\sin ^{2}\theta \,d\phi ^{2}\right)\right).}
En este caso, la distancia de coordenadas comoviles {\displaystyle r} restá relacionado con {\displaystyle \chi }  por:
{\displaystyle \chi ={\begin{cases}|\kappa |^{-1/2}\sinh ^{-1}{\sqrt {|\kappa |}}r,&{\text{if }}\kappa <0\ {\text{(curvatura negativa, universo hiperbólico)}}\\r,&{\text{if }}\kappa =0\ {\text{(universo plano)}}\\|\kappa |^{-1/2}\sin ^{-1}{\sqrt {|\kappa |}}r,&{\text{if }}\kappa >0\ {\text{(curvatura positiva, universo esférico)}}\end{cases}}}
La mayoría de los libros de texto y trabajos de investigación definen la distancia comóvil entre observadores comóviles como una cantidad fija e invariable independiente del tiempo, mientras que la distancia dinámica y cambiante entre ellos se llama "distancia adecuada". Según este uso, las distancias comovivas y propias son numéricamente iguales en la edad actual del universo, pero diferirán en el pasado y en el futuro; si la distancia de comovimiento a una galaxia se denota {\displaystyle \chi }, la distancia propia  {\displaystyle d(t)} en un momento arbitrario  {\displaystyle t} simplemente está dada por {\displaystyle d(t)=a(t)\chi } dónde {\displaystyle a(t)} es el factor de escala (por ejemplo, Davis & Lineweaver 2004).  La distancia adecuada {\displaystyle d(t)} d(t)entre dos galaxias en el tiempo t es exactamente la distancia que medirían las reglas entre ellas en ese momento.

### Uso de la distancia propia

La evolución del universo y sus horizontes en distancias propias. El eje x es la distancia, en miles de millones de años luz; el eje y de la izquierda es el tiempo, en miles de millones de años desde el Big Bang; el eje y de la derecha es el factor de escala. Este es el mismo modelo que en la figura anterior, con energía oscura y un horizonte de eventos.

El tiempo cosmológico es idéntico al tiempo medido localmente para un observador en una posición espacial commóvil fija, es decir, en el marco comóvil local . La distancia adecuada también es igual a la distancia medida localmente en el marco comóvil para objetos cercanos. Para medir la distancia adecuada entre dos objetos distantes, uno imagina que tiene muchos observadores que se mueven en línea recta entre los dos objetos, de modo que todos los observadores están cerca uno del otro y forman una cadena entre los dos objetos distantes. Todos estos observadores deben tener el mismo tiempo cosmológico. Cada observador mide su distancia al observador más cercano en la cadena, y la longitud de la cadena, la suma de las distancias entre los observadores cercanos, es la distancia total adecuada.
Es importante para la definición tanto de la distancia comóvil como de la distancia propia en el sentido cosmológico (a diferencia de la longitud propia en la relatividad especial ) que todos los observadores tengan la misma edad cosmológica. Por ejemplo, si se mide la distancia a lo largo de una línea recta o una geodésica espacial entre dos puntos, los observadores situados entre los dos puntos tendrían diferentes edades cosmológicas cuando la trayectoria geodésica cruzara sus propias líneas del universo, por lo que al calcular la distancia a lo largo de esta geodésica no estaría midiendo correctamente la distancia comóvil o la distancia cosmológica propia. Las distancias comóviles y propias no son el mismo concepto de distancia que el concepto de distancia en la relatividad especial. Esto se puede ver considerando el caso hipotético de un universo vacío de masa, donde se pueden medir ambos tipos de distancia. Cuando la densidad de masa en la métrica FLRW se establece en cero (un ' universo de Milne ' vacío ), entonces el sistema de coordenadas cosmológicas utilizado para escribir esta métrica se convierte en un sistema de coordenadas no inercial en el espacio-tiempo de Minkowski de relatividad especial donde las superficies de constante El tiempo propio de Minkowski τ aparece como hipérbolas en el diagrama de Minkowski desde la perspectiva de un marco de referencia inercial.  En este caso, para dos eventos que son simultáneos según la coordenada de tiempo cosmológica, el valor de la distancia cosmológica propia no es igual al valor de la longitud propia entre estos mismos eventos,  que sería simplemente el distancia a lo largo de una línea recta entre los eventos en un diagrama de Minkowski (y una línea recta es una geodésica en el espacio-tiempo plano de Minkowski), o la distancia coordinada entre los eventos en el marco inercial donde son simultáneos .
Dividiendo el cambio en la distancia adecuada por el intervalo de tiempo cosmológico donde se midió el cambio (o toma la derivada de la distancia adecuada con respecto al tiempo cosmológico) y llama a esto una "velocidad", entonces las "velocidades" resultantes de galaxias o los cuásares pueden estar por encima de la velocidad de la luz, c. Tal expansión superlumínica no está en conflicto con la relatividad especial o general ni con las definiciones usadas en la cosmología física .

### Distancias cortas vs. largas distancias
En distancias pequeñas y viajes cortos, se puede ignorar la expansión del universo durante el viaje. Esto se debe a que el tiempo de viaje entre dos puntos cualesquiera para una partícula en movimiento no relativista será simplemente la distancia adecuada (es decir, la distancia de comovimiento medida usando el factor de escala del universo en el momento del viaje en lugar del factor de escala " ahora") entre esos puntos dividido por la velocidad de la partícula. Si la partícula se mueve a una velocidad relativista, se deben hacer las correcciones relativistas habituales para la dilatación del tiempo.